# Subdivisões da Escócia
As subdivisões da Escócia, definidas pelo governo como Council Areas (Áreas de Conselho, ou concílio), formam as áreas de governo local da Escócia, e são todas autoridades unitárias, segundo uso do governo e definição da lei. Elas não coincidem com os condados tradicionais da Escócia.
As fronteiras actuais existem desde 1 de Abril de 1996, estabelecidas pela Lei do Governo Local Etc. (Escócia) de 1994. Antes dessa data, a divisão administrativa fazia-se pelas Regiões — Regions — (não se chamavam "condados" — counties —, ao contrário das estruturas análogas em Inglaterra e do País de Gales), que eram por sua vez subdivididas em distritos — districts —, estrutura introduzida a 16 de Maio de 1975. Antes desta data, existiam condados administrativos, habitualmente chamados conselhos ou concílios de condado — County Councils — da Escócia, esquema que foi introduzido em 1889. Antes de 1889, a administração fazia-se com base da cidade (city), burgh e paróquia (parish). Os condados tradicionais da Escócia nunca foram usados para a administração local.
Com o estabelecimento de conselhos de condado em 1889, as regiões que eles cobriam na Escócia assemelhavam-se aos condados históricos da Escócia, mas não coincidiam com eles. Por exemplo, Ross and Cromarty cobria a área de Ross-shire e Cromartyshire (o que fazia sentido, visto que Cromartyshire consiste de uma série de enclaves). Vários nomes eram diferentes.

## Autoridades Unitárias (1996-presente)
| Áreas de Conselho da Escócia (Council Areas) |  | |
| \| 1. Inverclyde 2. Renfrewshire 3. West Dunbartonshire 4. East Dunbartonshire 5. Glasgow 6. East Renfrewshire 7. North Lanarkshire 8. Falkirk 9. West Lothian 10. Edimburgo 11. Midlothian 12. East Lothian 13. Clackmannanshire 14. Fife 15. Dundee 16. Angus \| \| 1. Aberdeenshire 2. Aberdeen 3. Moray 4. Highland 5. Ilhas Ocidentais (Na h-Eileanan an Iar) 6. Argyll and Bute 7. Perth and Kinross 8. Stirling 9. North Ayrshire 10. East Ayrshire 11. South Ayrshire 12. Dumfries and Galloway 13. South Lanarkshire 14. Scottish Borders 15. Orkney 16. Shetland \| |  | |
| 1. Inverclyde 2. Renfrewshire 3. West Dunbartonshire 4. East Dunbartonshire 5. Glasgow 6. East Renfrewshire 7. North Lanarkshire 8. Falkirk 9. West Lothian 10. Edimburgo 11. Midlothian 12. East Lothian 13. Clackmannanshire 14. Fife 15. Dundee 16. Angus |  | 1. Aberdeenshire 2. Aberdeen 3. Moray 4. Highland 5. Ilhas Ocidentais (Na h-Eileanan an Iar) 6. Argyll and Bute 7. Perth and Kinross 8. Stirling 9. North Ayrshire 10. East Ayrshire 11. South Ayrshire 12. Dumfries and Galloway 13. South Lanarkshire 14. Scottish Borders 15. Orkney 16. Shetland |

- Lista das Council Area da Escócia por área
- Lista das subdivisões da Escócia por população

## Regiões (1975-1996)
| Regiões da Escócia (1975-1996) |
| 1. Strathclyde 2. Dumfries and Galloway 3. Borders 4. Lothian 5. Central 6. Fife 7. Tayside 8. Grampian 9. Highland 10. Ilhas Ocidentais - Shetland (não aparece, ilha) - Órcades (não aparece, ilha) |

As extintas regiões da escócia estavam subdividas, também, em distritos. São eles:
| Regiões                  | Distritos |
| ------------------------ | --- |
| Borders                  | Berwickshire, Ettrick and Lauderdale, Roxburgh, Tweeddale |
| Central                  | Clackmannan, Falkirk, Stirling |
| Dumfries and Galloway    | Annandale and Eskdale, Nithsdale, Stewartry, Wigtown |
| Fife                     | Dunfermline, Kirkcaldy, North-East Fife |
| Grampian                 | Aberdeen, Banff and Buchan, Gordon, Kincardine and Deeside, Moray |
| Terras Altas "Highlands" | Badenoch and Strathspey, Caithness, Inverness, Lochaber, Nairn, Ross and Cromarty, Skye and Lochalsh, Sutherland |
| Lothian                  | East Lothian, Edimburgo, Midlothian, West Lothian |
| Strathclyde              | Argyll and Bute, Bearsden and Milngavie, Clydebank, Clydesdale, Cumbernauld and Kilsyth, Cumnock and Doon Valley, Cunninghame, Dumbarton, East Kilbride, Eastwood, Glasgow, Hamilton, Inverclyde, Kilmarnock and Loudoun, Kyle and Carrick, Monklands, Motherwell, Renfrew, Strathkelvin |
| Tayside                  | Angus, Dundee, Perth and Kinross |
| Órcades                  | Sem Distritos |
| Shetland                 | Sem Distritos |
| Ilhas Ocidentais         | Sem Distritos |

## Condados da Escócia (1890 - 1975)
| Condados da Escócia (1890 - 1975) | |  |
| 1. Caithness 2. Sutherland 3. Ross and Cromarty 4. Inverness-shire 5. Nairnshire 6. County of Moray (também conhecido como Elginshire até 1918) 7. Banffshire 8. Aberdeenshire 9. Kincardineshire 10. Angus (Forfarshire até 1928) 11. Perthshire 12. Argyll 13. County of Bute 14. Ayrshire 15. Renfrewshire 16. Dunbartonshire 17. Stirlingshire | 1. Clackmannanshire 2. Kinross-shire 3. Fife 4. East Lothian (Haddingtonshire até 1921) 5. Midlothian (County of Edinburgh até 1890) 6. West Lothian (Linlithgowshire até 1924) 7. Lanarkshire 8. Peeblesshire 9. Selkirkshire 10. Berwickshire 11. Roxburghshire 12. Dumfriesshire 13. Kirkcudbrightshire 14. Wigtownshire Não aparecem: Zetland (Shetland) Orkney |  |

## Condados da Escócia (até 1890)
| Condados até 1890 | |  |
| 1. Caithness 2. Sutherland 3. Ross-shire 4. Cromartyshire 5. Inverness-shire 6. Nairnshire 7. Morayshire 8. Banffshire 9. Aberdeenshire 10. Kincardineshire 11. Angus 12. Perthshire 13. Argyll 14. Bute 15. Ayrshire 16. Renfrewshire 17. Dumbartonshire 18. Stirlingshire | 1. Clackmannanshire 2. Kinross-shire 3. Fife 4. West Lothian (Linlithgowshire) 5. Midlothian (Edinburghshire) 6. East Lothian (Haddingtonshire) 7. Berwickshire 8. Roxburghshire 9. Dumfriesshire 10. Kirkcudbrightshire 11. Wigtownshire 12. Lanarkshire 13. Selkirkshire 14. Peeblesshire Não mostrados: Zetland (Shetland) Orkney |  |